# محاصره ایگویلون
محاصره ایگویلون (انگلیسی: Siege of Aiguillon) کارزاری نظامی در طول جنگ صدساله است که باعث محاصره ایگویلون، لات-ا-گارون از روز ۱ آوریل ۱۳۴۶ از جانب پادشاهی فرانسه گردید.